# БМ-24

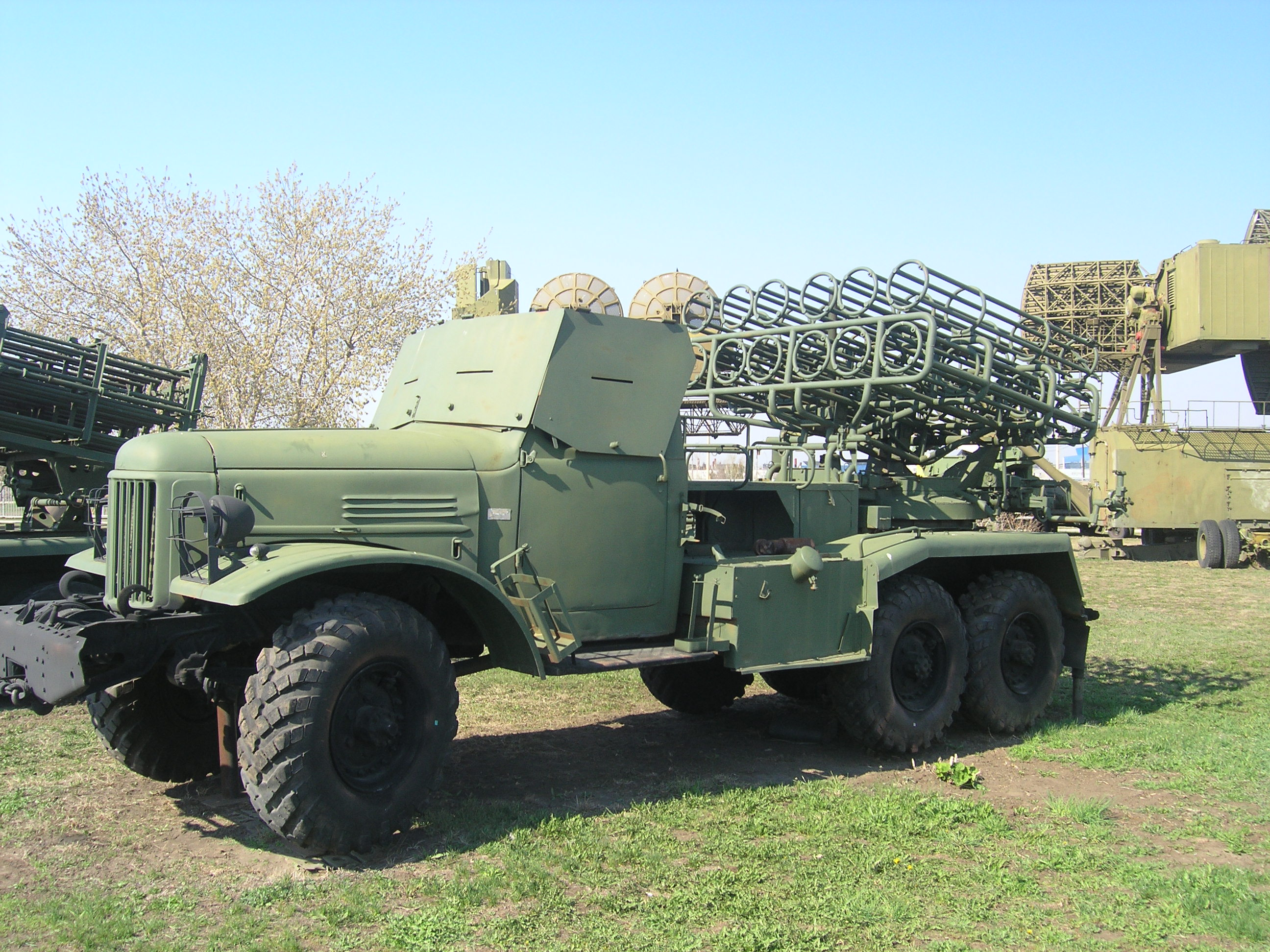
БМ-24М

БМ-24 (індекс ГРАУ — 8У31) — радянська бойова машина реактивної системи залпового вогню М-24.

## Історія створення
БМ-24 розроблялася в ГСКБ Міністерства оборонної промисловості під керівництвом В. П. Бармина. Перші випробування дослідної системи М-31А (згодом М24) були проведені влітку 1950 року. 22 березня 1951 бойова машина БМ-24 постановою Ради Міністрів СРСР № 875—441сс була прийнята на озброєння Радянської армії.

## Опис конструкції
Основним завданням бойової машини БМ-24 було придушення і знищення опорних пунктів, живої сили, укріплень, артилерійських і мінометних батарей. Організаційно бойові машини входили в бригади корпусних артилерії. У кожному корпусі налічувалося по 54 бойових машини БМ-24.
БМ-24 була виконана на базі вантажівки ЗІС-151, на рамі якого встановлювалася артилерійська частина. До складу артилерійської частини входили
1. 12 напрямних;
2. ферми;
3. Поворотна рама;
4. Тумба;
5. Врівноважуючий механізм;
6. Електрообладнання;
7. приціл;
8. Механізм вертикального наведення;
9. Механізм горизонтального наведення.

Під час пострілу ракети прямували по напрямних, які закріплювалися в фермі. Ферма виконувалася у вигляді зварної просторової конструкції і закріплювалася в кронштейнах поворотної рами, утворюючи таким чином з напрямними хитну частину. У свою чергу, поворотна рама, в якій розміщувалися хитна частина, приціли, підйомний і врівноважує механізми, утворювала обертову частину. На лонжеронах автомобільного шасі закріплювався надрамник, до якого приварюються нерухома тумба, на тумбі розміщувалася обертається частина . Підйомний механізм гвинтового типу забезпечував вертикальні кути наведення від +10 ° до +50 ° в горизонтальному секторі ± 70 °, при горизонтальних кутах наведення більш ± 25 ° забезпечувалася наводка по вертикалі в секторі від 0 до +50 °. Для зниження зусилля на рукоятці механізму вертикального наведення, хитна частина забезпечувалася врівноважуючим пружинним механізмом штовхаючого типу. Горизонтальне наведення здійснювалося черв'ячним механізмом горизонтального наведення. Займання порохових зарядів в реактивних снарядах виробляли контакт — свічки снаряда, на які надходив струм від акумуляторних батарей бойової машини. Сигнал про подачу струму міг подаватися з пульта з кабіни машина, а також з виносного пульта з укриття на відстані до 80 метрів від машини. Кабіна була повністю герметична і захищала екіпаж від дії газового струменя пострілів. Для додання стійкості при стрільбі, а також для розвантаження задніх мостів, на рамі машини були встановлені домкрати.

## Модифікації
- БМ-24 (8У31) — базовий варіант на шасі ЗІС-151
- БМ-24М (2Б3) — модернізована версія на шасі ЗІЛ-157. Зміни торкнулися конструкції ферми, приціл ПГ (51-ОП-211) замінений на приціл ПГ-1 з гарматним коліматором К-1

## Машини на базі
- БМ-24Т — модифікація на базі гусеничного тягача АТ-С
- БМ-24П — дослідна модифікація на базі бронетранспортера БТР-50
- БМД-24Б — проєкт бойової машини з можливістю використання як старих ракет М-24, так і нових МД-24Ф і МБ-24. Як база розглядалися тягачі ГТ-Л, АТ-С, об'єкт 408 на основі АТ-Т і вантажівка ЗІС-375